# Ordine della Salute Pubblica (Costa d'Avorio)
L'Ordine della Salute Pubblica è un Ordine cavalleresco della Costa d'Avorio.

## Storia
L'Ordine è stato fondato il 17 febbraio 1964 per premiare servizi distinti all'assistenza medica, in particolare nel caso di epidemie.

## Classi
L'Ordine dispone delle seguenti classi di benemerenza:
- Commendatore
- Ufficiale
- Cavaliere

| Nastri    |           |              |
| Cavaliere | Ufficiale | Commendatore |

## Insegne
- Il nastro è completamente rosso scuro.